# 白山水电站
白山水电站，位于第二松花江干流，距下游红石水电站40千米、丰满水电站250千米，呈梯级衔接。白山水电站是中国“五五计划”兴建的70项重点工程之一。在东北电网主网中担任调峰、调频、调相、负载及事故备用任务，效用极其显著。

## 技术概况
最大可能洪水保坝，相应水位423.45米，流量32,200立米/秒。
电站总装机容量150万kW,分2期实施，第1期装机3台90万kW，第2期装机2台60万kW，保证出力16.7万kW，多年平均年发电量20.37亿kW·h。

## 历史
1971年批准复建，1972年开始施工准备，1975年5月1日主体工程正式开工。1976年10月21日费时48小时截流成功，截流流量110立米/秒，截流落差1.47米。采用明渠导流，最大流量5270立米/秒，可抗十年一遇洪水。1982年11月16日下闸蓄水。1983年12月30日第一台机组发电，1984年7月8日及12月11日第二台及第三台机组发电。一期工程多年平均发电量20.03亿千瓦时。
二期工程继续施工，1992年二期机组开始发电，1994年6月全部竣工。二期工程多年平均发电量0.34亿千瓦时。